# 廷卡鄉

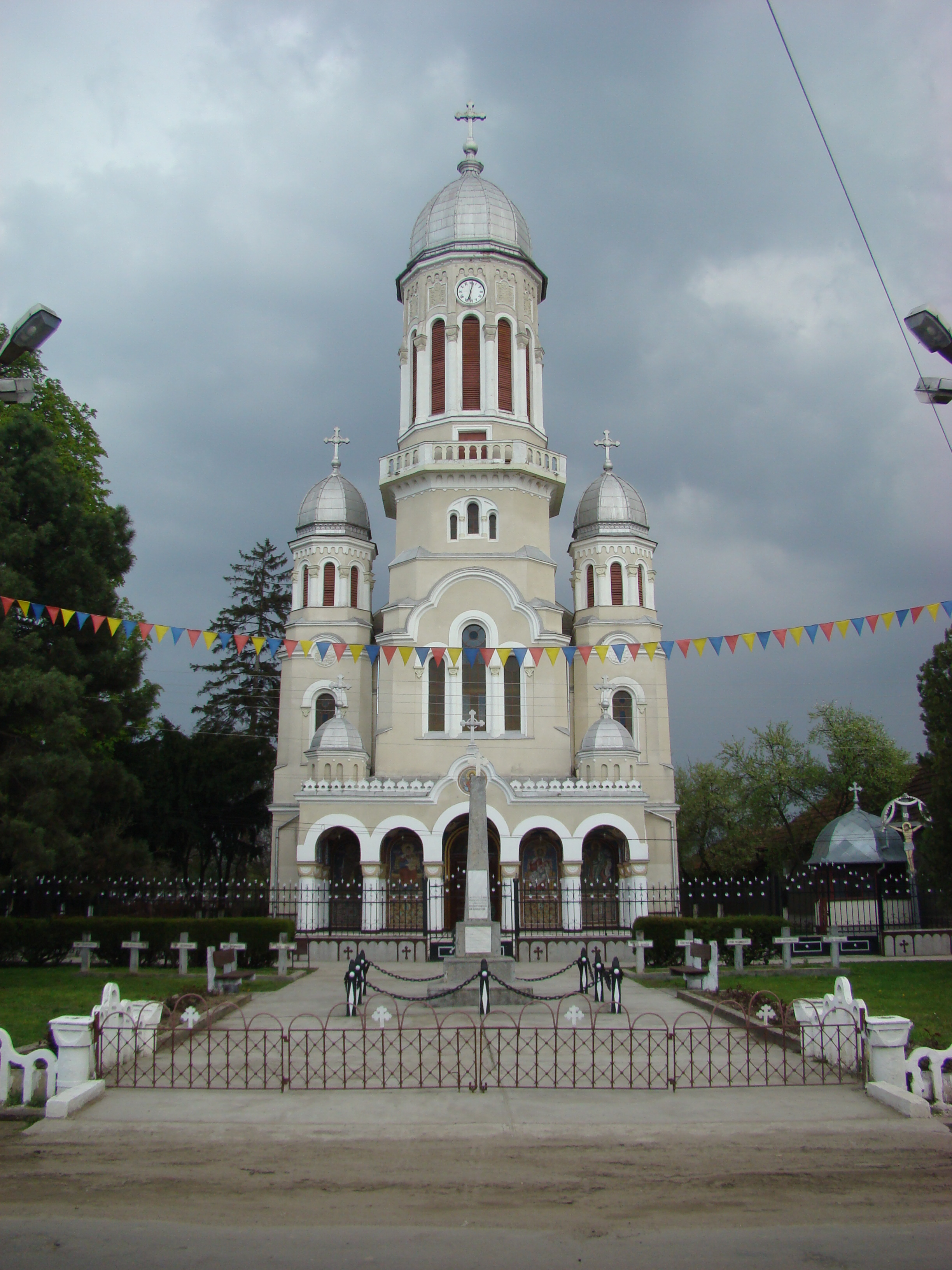

46°46′00″N 21°57′00″E / 46.7667°N 21.95°E
廷卡鄉（羅馬尼亞語：Comuna Tinca, Bihor），是羅馬尼亞的鄉份，位於該國西北部，由比霍爾縣負責管轄，面積142平方公里，海拔高度112米，2007年人口7,682，人口密度每平方公里54人。